# ザ・パープル・アルバム
『ザ・パープル・アルバム』（The Purple Album）は、ホワイトスネイクが2015年に発表したアルバムである。

## 解説
デイヴィッド・カヴァデールがホワイトスネイク結成前、1973年から1976年にかけて在籍したディープ・パープルの楽曲をセルフ・カヴァーした内容になっており、カヴァデール在籍時の楽曲で構成されている。本作についてカヴァデールは「我々が生んできた音楽へのセレブレーションなんだ」と語っている。 
またジョエル・ホークストラ加入及びトミー・アルドリッジ復帰後初の作品であり、本作リリース直前にミケーレ・ルッピがキーボーディストとして加入したことが発表されtた。
本作はCDのみの通常盤、CDとDVDの初回限定盤、2枚組LPレコード、CDとDVD及び2枚組LPレコードを収録したデラックス・エディションの4形態で発売された。
オリコンチャートではレストレス・ハート以来、18年ぶりにTop10入りを記録した。
2023年10月13日には、新たにミックス・ダウンした「2023 Remix」音源やアルバム発売当時に行われた「THE PURPLE TOUR」のライブ音源などを収録したスペシャル・エディション『The Purple Album: Special Gold Edition』が発売された。

## 収録曲

### CD
| #   | タイトル                                                                                             | 作詞・作曲                                                                                         | オリジナル                 | 時間 |
| --- | --- | -------------------------------------------------------------------------------------------------- | -------------------------- | ---- |
| 1.  | 「紫の炎 - Burn」                                                                                    | リッチー・ブラックモア、デヴィッド・カヴァデール、グレン・ヒューズ、ジョン・ロード、イアン・ペイス | 紫の炎                     | 6:56 |
| 2.  | 「ユー・フール・ノー・ワン - You Fool No One (interpolating "Itchy Fingers")」                       | ブラックモア、カヴァデール、ヒューズ、ロード、ペイス                                               | 紫の炎                     | 6:23 |
| 3.  | 「ラブ・チャイルド - Love Child」                                                                    | トミー・ボーリン、カヴァデール                                                                     | カム・テイスト・ザ・バンド | 4:13 |
| 4.  | 「セイル・アウェイ - Sail Away (featuring "Elegy for Jon")」                                         | ブラックモア、カヴァデール                                                                         | 紫の炎                     | 4:53 |
| 5.  | 「ザ・ジプシー - The Gypsy」                                                                         | ブラックモア、カヴァデール、ヒューズ、ロード、ペイス                                               | 嵐の使者                   | 5:29 |
| 6.  | 「嵐の女 - Lady Double Dealer」                                                                      | ブラックモア、カヴァデール                                                                         | 嵐の使者                   | 3:59 |
| 7.  | 「ミストゥリーテッド - Mistreated」                                                                  | ブラックモア、カヴァデール                                                                         | 紫の炎                     | 7:39 |
| 8.  | 「ホーリー・マン - Holy Man」                                                                        | カヴァデール、ヒューズ、ロード                                                                     | 嵐の使者                   | 4:42 |
| 9.  | 「テイク・ユア・ライフ - Might Just Take Your Life」                                                 | ブラックモア、カヴァデール、ヒューズ、ロード、ペイス                                               | 紫の炎                     | 4:14 |
| 10. | 「ユー・キープ・オン・ムーヴィング - You Keep On Moving」                                            | カヴァデール、ヒューズ                                                                             | カム・テイスト・ザ・バンド | 5:06 |
| 11. | 「幸運な戦士 - Soldier of Fortune」                                                                  | ブラックモア、カヴァデール                                                                         | 嵐の使者                   | 3:18 |
| 12. | 「レイ・ダウン・ステイ・ダウン - Lay Down Stay Down」                                                | ブラックモア、カヴァデール、ヒューズ、ロード、ペイス                                               | 紫の炎                     | 3:52 |
| 13. | 「嵐の使者 - Stormbringer」                                                                          | ブラックモア、カヴァデール                                                                         | 嵐の使者                   | 5:17 |
| 14. | 「幸運な戦士 (オルタネイト・ミックス) - Soldier of Fortune (alternate mix)」(日本ボーナス・トラック) | ブラックモア、カヴァデール                                                                         | 嵐の使者                   | 3:18 |

| #   | タイトル                                | 作詞・作曲                     | オリジナル                 | 時間 |
| --- | --------------------------------------- | ------------------------------ | -------------------------- | ---- |
| 14. | 「レディー・ラック - Lady Luck」        | カヴァデール、ジェフ・クック   | カム・テイスト・ザ・バンド | 3:02 |
| 15. | 「カミン・ホーム - Comin' Home」        | ボーリン、カヴァデール、ペイス | カム・テイスト・ザ・バンド | 4:15 |
| 16. | 「幸運な戦士 (オルタネイト・ミックス)」 | ブラックモア、カヴァデール     | 嵐の使者                   | 3:18 |

### DVD
- 『ザ・パープル・アルバム ビハインド・ザ・シーン』制作ドキュメンタリー（日本語字幕付）
- 『ザ・パープル・アルバム EPK』（日本語字幕付）
- ミュージック・ビデオ
  1. 嵐の女
  2. セイル・アウェイ
  3. 嵐の使者
  4. 幸運な戦士

## 参加ミュージシャン
ホワイトスネイク
- デイヴィッド・カヴァデール - ボーカル
- レブ・ビーチ - ギター
- ジョエル・ホークストラ - ギター
- マイケル・デヴィン - ベース
- トミー・アルドリッジ  - ドラムス

アディショナル・ミュージシャン
- デレク・ハイランド - キーボード